# 黑鰭袋巨口魚
黑鰭袋巨口魚（学名：Photonectes margarita）为輻鰭魚綱巨口鱼目巨口鱼科的其中一種。分布於全球三大洋海域，為深海魚類，棲息深度0-5087公尺，體長可達39.6公分。

## 扩展阅读
維基物種上的相關：黑鰭袋巨口魚